# Markale

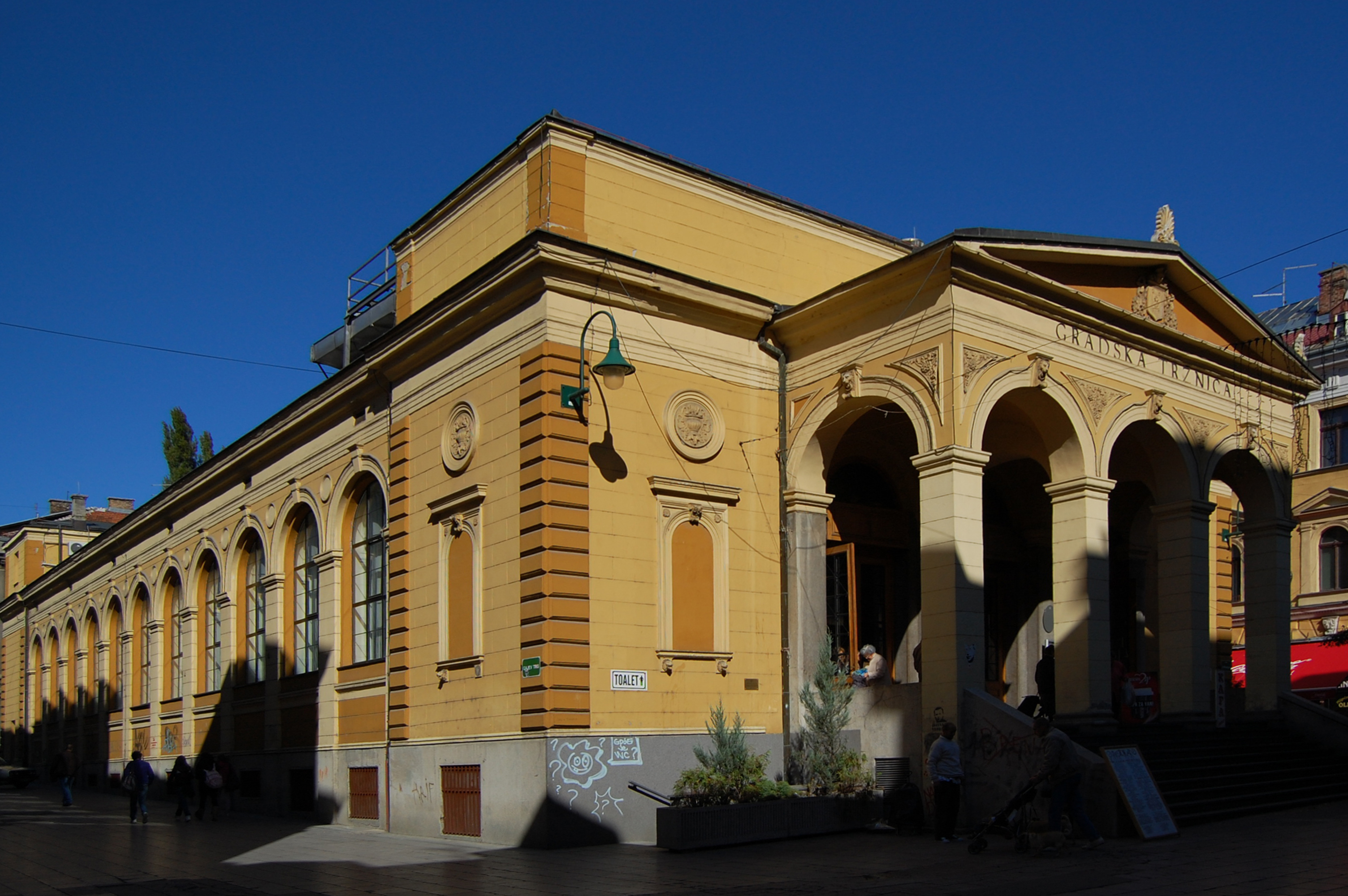
Markale von Südwesten

Die Markale (auch Gradska tržnica Markale, seltener Tržna hala) ist eine Markthalle aus der österreichisch-ungarischen Zeit in Sarajevo in Bosnien und Herzegowina. Am 29. März 2008 wurde das Bauwerk zum nationalen Denkmal erklärt.

## Lage und Geschichte
Nach dem schweren Stadtbrand der Sarajevoer Stadtviertel westlich des Basarviertels Baščaršija im Jahr 1879 gab es größere Freiflächen, die neu bebaut werden konnten. Passend zu den historischen Bezistan der Baščaršija (Gazi-Husrev-Beg-Bezistan, Brusa Bezistan) errichtete man in dem – im Gegensatz dazu mitteleuropäisch-historistisch geprägten – Stadtviertel ebenfalls eine Markthalle an dem heutigen Hauptboulevard, der hier nach der alten Mahala Ferhadija heißt. Im Norden grenzt dieses Bauwerk heute an die Straße Mula Mustafe Bašeskije, östlich befindet sich der Gajev trg. Nachdem man am Trg oslobođenja direkt südöstlich des heutigen Gebäudes im Jahr 1884 eine Pferdebahn-Station für die Straßenbahn errichtet hatte, nahm an dem Platz der Handel sprunghaft zu, so dass man seine Bündelung in einem Gebäude anstrebte. Dieses sollte insbesondere den Fleisch- und Gemüsehändlern der umliegenden Straßen Franje Josip (heute Zelenih beretki), Ferhadija, Ćemaluša, sowie der Baščaršija-Straßen Predimaret (heute Gazi Husrev-begova) und Kujundžiluk zur Verfügung stehen, wodurch sich der gewählte Standort zusätzlich anbot.
Bereits seit den frühen 1880er Jahren regulierte eine eigene Marktordnung die Handelsplätze der Stadt. Daher hatte es zunächst erste Pläne gegeben, einen zentralen „Marktplatz für den Verkauf von Obst und Gemüse“ näher bei der Baščaršija zu schaffen, doch der geplante Platz wurde 1883 für die Erbauung der Herz-Jesu-Kathedrale vergeben. Daher verlegte man die Marktplanung auf den heutigen Gajev trg und benannte diesen zunächst – bis 1919 – Sajmište (deutsch Messeplatz). Man fasste erst im Jahr 1893 den Beschluss, ihn mit einem festen Gebäude zu bebauen. In dem Bereich des Bauplatzes befanden sich zuvor Teile der um 1560 entstandenen Mahala „Gornja Ćemaluša“, die nach ihrer Moschee auch „Jagdži-zade hadži Ahmeda“ genannt wurde. Diese wurde im Jahr 1886 abgerissen.
Mit dem in den Jahren 1894 und 1895 umgesetzten Projekt „Markthalle für Sarajevo“ wurde offenbar zunächst der kroatische Architekt Josip Vancaš beauftragt, der für zahlreiche Gebäude in Sarajevo verantwortlich ist. Letztendlich entschied man sich aber für den Entwurf des weniger bekannten tschechischen Architekten August Butsch. Es ist aber auch denkbar, dass Butsch nur als Designer an dem Projekt beteiligt war. Mit der Eröffnung am 1. November 1895 wurde der Handel in den genannten Straßen untersagt.
Vor dem Zweiten Weltkrieg wurde der gesamte Bauschmuck des Gebäudes entfernt. Zudem wurde der südliche Vorbau ersetzt und der Nordbereich umgebaut. Weitere Eingriffe erfolgten 1978 und 1984 bis 1985, wobei bei der zweiten Sanierung – im Kontext der Olympischen Winterspiele – versucht wurde, die ursprünglich Baugestalt wiederzugewinnen, ohne aktuellen Bedürfnissen hinderlich zu sein. Während des Bosnienkrieges wurde das Gebäude durch Treffer im Jahr 1992 beschädigt. Noch im Jahr 1995 begann die Planung der Wiederherstellung der Markale durch Nedžad Kurto, der auch schon 1984–1985 involviert war, Amir Polić und Dijana Bojović. Diese Arbeiten wurden im Jahr 1997 abgeschlossen. Heute grenzt das Bauwerk direkt nördlich und westlich an die općina Sarajevo-Stari Grad, steht aber in der općina Sarajevo-Centar.

## Name
Die bosnische Bezeichnung als „Markale“ ist aus der deutschen Sprache entlehnt und stammt direkt vom Wort „Markthalle“ ab. Es entstand durch allmähliche Verformung. Auch der später gegründete und lediglich mit einem Metallgestell überdachte Bauernmarkt in der Nähe wird „Markale“ genannt. Dieser befindet sich an der Straße Mula Mustafe Bašeskije zirka 50 Meter entfernt nordöstlich. In beiden Fällen scheint man die ursprüngliche Bedeutung des Wortes vergessen zu haben, da die heute gebräuchlichen Bezeichnungen „Gradska tržnica Markale“ (deutsch städtischer Markt Markthalle) bzw. „Pijaca Markale“ (deutsch Marktplatz Markthalle) ins Deutsche übersetzt eine Redundanz darstellen.
Diese Dopplung beruht offensichtlich darauf, dass zwar von der Markthalle/Markale gesprochen wurde, diese aber von Anfang an die Aufschrift Gradska tržnica trug, so dass beide Wörter geläufig waren. Die Schwierigkeit im Umgang mit den Namen der k. u. k.-Zeit findet auch darin Ausdruck, dass der Architekt auf der Informationstafel an der Markale sowohl bosnisch als auch englisch statt Butsch „Butcha“ genannt wird, offensichtlich eine verdorbene Form aus Butscha, dem bosnischen Genitiv des Namens.
Im Fall des Bauernmarktes wurde das Wort Markale hingegen nur erklärend benutzt, denn alle dieser überdachten Bauernmärkte in der Stadt werden „Pijaca“ genannt (entlehnt von italienisch Piazza) und der zweite Teil des Namens konkretisiert lediglich den jeweiligen Standort (z. B. „Pijaca Alipašino“ im Viertel Alipašino polje in Novi Grad).

## Baubeschreibung

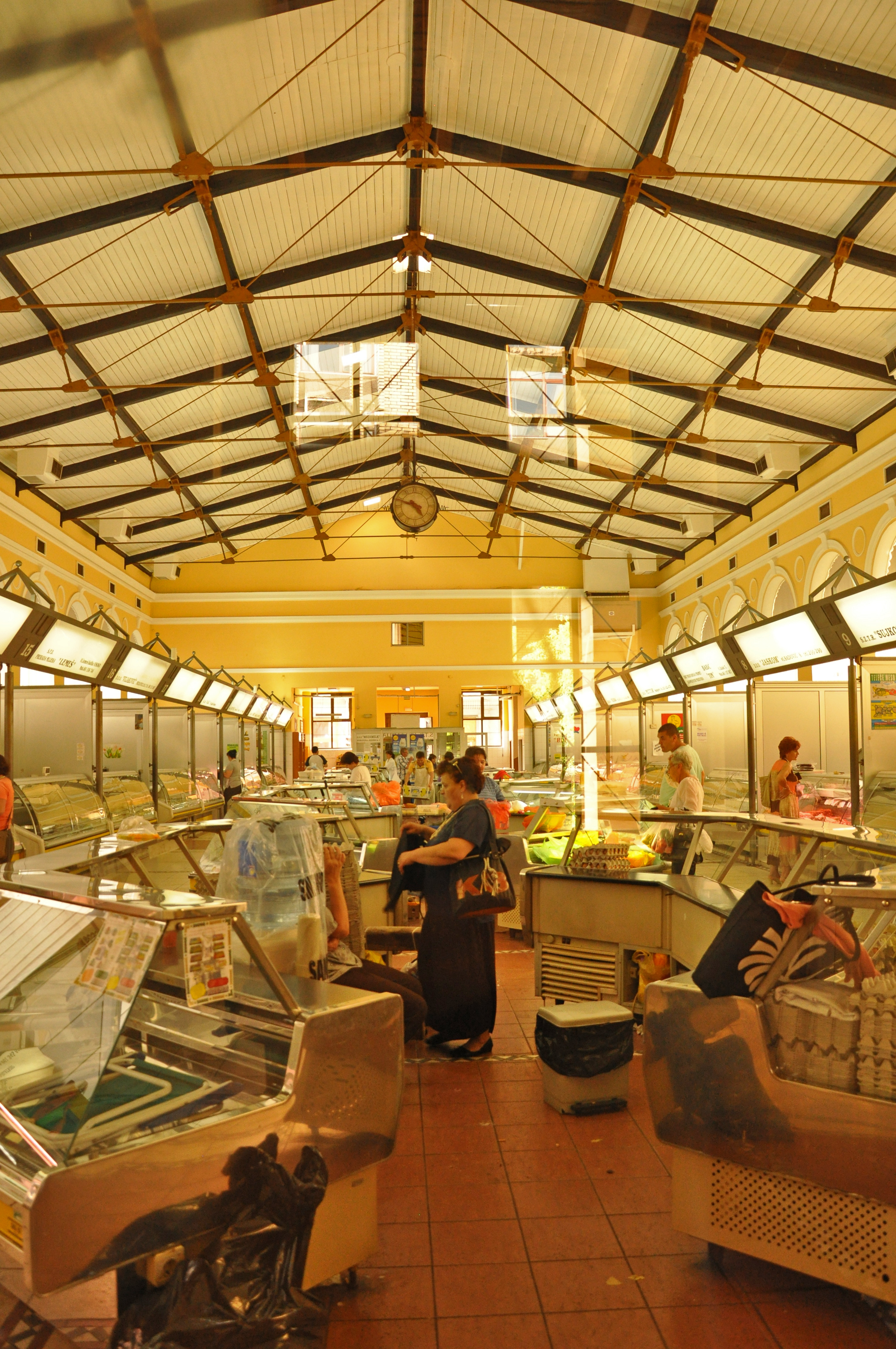
Aktuelle Dachkonstruktion

Heute erstreckt sich die Markale – ähnlich wie der Gazi-Husrev-Beg-Bezistan – länglich von Norden nach Süden, ist aber mit 46 Metern nur halb so lang wie dieser. Sie ist 19,90 Meter breit. Die Boulevardseite der Markthalle ist deutlich spätklassizistisch geprägt und von antiken Tempelbauten inspiriert, da ein Portikus mit Dreiecksgiebel und Freitreppe diese Südseite prägt. Als Gesamtgebäude wird es aber dennoch meist der Neorenaissance zugeschrieben. Durch die häufige Verwendung dieser Art des Vorbaus bei Theaterbauten wird das Äußere oft mit einem Theater verglichen.
Ursprünglich befanden sich an dieser Vorhalle zwei Freitreppen, die an den Seiten zum Eingang empor führten, wie historische Aufnahmen zeigen. Diese verschwanden aber mit dem Umbau des Südbereichs. Auch die Seiteneingänge des Gebäudes wurden später entfernt. Zwei waren symmetrisch an der Ostseite eingefügt, ein dritter an der Westseite. Heute befinden sich die Eingänge im Norden und Süden. Die Zugangstreppe im Süden ist wegen des Geländeunterschiedes notwendig, den das Bauwerk überwindet. Es gibt zudem einen Wirtschaftseingang ins Untergeschoss. An der Ost- und Westseite finden sich je 11 rundbogige Fenster, die eine gemeinsame Einfassung besitzen. Zudem gibt es an mehreren Stellen blinde Fenster.
Im Inneren findet sich heute eine modernere Gewölbe-Lösung, die Holz und Stahl zu einem Gitter kombiniert. Zuvor war die gewölbte Decke 8 Meter hoch. In der Haupthalle befindet sich eine große Jugendstil-Uhr. Die Markale hat eine Grundfläche von 637,20 m². Die Böden sind mit Keramikfliesen ausgelegt, die Wände in derselben Farbe wie außen verputzt, im unteren Bereich aber teils gefliest.

## Nutzung
Heute kann man in der Markthalle neben Fleisch auch Brot und Milch kaufen. Anfangs war es so geregelt, dass das Fleisch an den Rändern, Gemüse, Obst u. a. Waren in der Mitte verkauft wurden. Heute finden sich entlang der Wände je 11 Boxen, die durch Trennwände voneinander unterschieden sowie durchnummeriert und beschriftet sind. In der Mitte sind weitere Verkaufsstände gruppiert. Da 1895 auch der Eier- und Geflügelmarkt umgehend zur Markale umzog, wurde diese zum neuen Lebensmittelzentrum der Stadt. In den Jahren 1897 und 1898 wurden in der nahe Straße Ćemaluša Lagerhäuser für die Markthalle erbaut. Im südlichen Vorbau befindet sich zudem ein Restaurant, im nördlichen Bereich gelangt man zu den Räumlichkeiten der Händler im Obergeschoss sowie in den Keller, der anfangs v. a. als Kühlraum diente.

## Bedeutung
Obwohl das Gebäude bis heute als Markthalle dient, in der frische Waren angeboten werden, wurde es dennoch besonders im Zusammenhang mit den Markale-Massakern bekannt. Während das erste – der Granatbeschuss des „Pijaca Markale“ am 5. Februar 1994 mit 68 Toten – als Angriff auf Zivilisten in einer UN-Schutzzone weltweit für Aufsehen sorgte, war es der zweite Granatbeschuss am 28. August 1995 mit 37 Toten, der die Nordseite der „Gradska tržnica Markale“ betraf, der fast noch höheren Symbolwert für die Stadt erreichte. Während der erste Anschlag lediglich zur Rückzugsforderung durch den UN-Sicherheitsrat führte, resultierte der zweite Anschlag im aktiven Eingreifen der NATO in der Operation Deliberate Force, der zum schnellen Ende des Bosnienkrieges führte. An beiden Markale-Standorten erinnern heute Gedenktafeln und Rosen von Sarajevo an die Toten. Alljährlich finden an den beiden Orten Gedenkveranstaltungen statt. Es ist dadurch einer der wichtigsten Gedenkorte für den Bosnienkrieg in Sarajevo.
Heute gilt die Markale zudem als eines der bedeutendsten Bauwerke der Neorenaissance in Bosnien und Herzegowina. Bei der Bodenkonstruktion wurde erstmals bei einem Bauprojekt in Sarajevo Stahl verwendet.